# Унутрашња страна ветра
Унутрашња страна ветра или Роман о Хери и Леандру је роман српског књижевника Милорада Павића издат 1991. У питању је постмодернистичка интерпретација античког мита о Хери и Леандру, у којој љубавници нису раздвојени водом Хелеспонта, већ временом. Тако Леандар, монах и градитељ, живи у Србији седамнаестог века, док Хера живи у Београду двадестог века. Написан је из два дела, који се штампају у једној књизи на тај начин што се са једне стране штампа прича о Леандру, док се други део о Хери штампа у обрнутом смеру. Због овакве форме називан је и романом клепсидром. Унутрашња страна ветра попут већине других Павићевих прозних остварења написана је у традицији магичног реализма.